# Сухасини Маниратнам
Сухасини Маниратнам (там. சுஹாசினி மணிரத்னம்; род. 15 августа 1961 года) — южно-индийская актриса

, режиссёр и автор диалогов.

## Биография
Дочь кинематографиста Чарухасана и племянница актёра Камала Хасана.
Обучалась на курсах кинооператоров в Мадрасском институте кино, и начала карьеру в качестве помощника у оператора Ашока Кумара.
Дебютировала в 1980 году в тамильском фильме Дж. Махендрана Nenjathai Killathe, за который получила Tamil Nadu State Film Awards. В следующие годы снялась также в фильмах на телугу, каннада и малаялам.
За роль Синдхамани в тамильском фильме «Синдху и Бхайрави» 1985 года получила Национальную кинопремию.
На её счету также пять Filmfare Awards South за фильмы на каннада и одна — за фильм на телугу, а также региональные кинопремии Nandi Awards и Kerala State Film Awards.
В 1988 вышла замуж за режиссёра Мани Ратнама и родила ему сына Нандана в 1992 году. Три года спустя дебютировала в качестве режиссёра с фильмом Indira, героиню которого сыграла её племянница Ану Хасан. Сухасини также написала диалоги для трёх фильмов своего мужа: Thiruda Thiruda (1993), «Тандем» (1997) и «Демон» (2010).